# Stadio Via del mare
Lo stadio Via del mare-Ettore Giardiniero, intitolato dal 2002 a Ettore Giardiniero, è un impianto sportivo della città di Lecce. 
Ospita le partite casalinghe dell'Unione Sportiva Lecce e prende il nome dalla via dove è situato, la strada provinciale 364 per la località adriatica di San Cataldo; è il settimo stadio più capiente d'Italia, il terzo del Mezzogiorno, avendo una capienza di 40 670 posti, di cui 31 461 attualmente omologati.
Nel 2009-2010 fu sede anche delle partite di Serie B del Gallipoli, per via dell'inagibilità del suo impianto, lo stadio Antonio Bianco.

## Storia

### Primi impianti
Il Via del mare sostituì lo stadio Carlo Pranzo, antico impianto da 12 000 posti intitolato alla memoria di un giovane leccese caduto nel 1942 in Africa all'età di 31 anni durante la seconda guerra mondiale. Nei primi anni della società salentina, dal 1924 al 1943, l'impianto sportivo presso cui la squadra era di scena era il "XXVIII ottobre", situato nel campo polisportivo "Achille Starace", intitolato al gerarca fascista e ubicato nei pressi di Porta Napoli. Quest'ultimo impianto era stato inaugurato il 30 aprile 1924 e dopo il suo abbattimento, avvenuto nel 1985, è divenuto prima un parcheggio per auto e successivamente un parco.

### Costruzione e inaugurazione
Lo stadio Via del mare, della capienza iniziale di 16 000 posti, fu inaugurato l'11 settembre 1966 in occasione di un'amichevole tra Lecce e Spartak Mosca, terminata con il punteggio di 1-1 e seguita da 13 000 spettatori. Il 2 ottobre dello stesso anno lo stadio ospitò la prima partita ufficiale, il derby pugliese tra Lecce e Taranto (1-0), valido per la seconda giornata del campionato di Serie C 1966-1967, di fronte a 25 000 spettatori. La prima rete nel nuovo stadio in partite ufficiali fu segnata dal giallorosso Giancarlo Brutti.
Il 24 giugno 1967 il Via del mare ospitò un'altra prestigiosa amichevole, tra il Lecce e il celebre Santos di Pelé. La partita terminò 5-1 per i brasiliani con tripletta di Pelé, autorete di Melideo e gol di Edu. I salentini erano riusciti a portarsi sul pari con un gol di Mammì.
Inizialmente la capienza collaudata dello stadio Via del mare era di soli 16 000 spettatori e la conformazione degli spalti era diversa, con la tribuna principale affiancata da due strutture laterali. L'attuale assetto dell'impianto è, infatti, stato raggiunto dopo oltre un trentennio di lavori e ristrutturazioni apportati all'iniziale progetto. Già nel 1976 lo stadio leccese beneficiò di un primo necessario intervento di ampliamento che portò la capienza dell'impianto a 20 500 posti, attraverso la ricostruzione di una gradinata al di sopra della tribuna est.

### Prima ristrutturazione

Panorama dello stadio il 22 settembre 1985, giorno dell'esordio in Serie A del contro il Torino.

Con la prima promozione del Lecce in Serie A, giunta al termine della stagione 1984-1985, lo stadio fu quasi completamente ricostruito e ammodernato dall'impresa edile di proprietà del costruttore e presidente dell'Ascoli Costantino Rozzi. In meno di tre mesi la capienza arrivò a ben 55 000 posti grazie alla realizzazione di un anello superiore per i tre quarti delle tribune. Furono ricostruite le due curve, sedi del tifo organizzato: la nord (oggi sede degli Ultrà Lecce) e la sud (oggi sede della Brigata Borghetti, degli Ovunque Lecce e dei Wolves Group). Furono inoltre riedificate la tribuna centrale e la tribuna laterale furono creati i settori denominati distinti e tribuna est (con il cosiddetto "crescent"), la quale rimase invariata. L'impianto leccese divenne a questo punto il sesto stadio italiano per capienza, dopo quelli di Napoli, Milano, Roma, Torino e Firenze, e sarebbe rimasto il sesto stadio più capiente d'Italia fino al campionato mondiale di calcio 1990.
Negli anni a venire, per far sì che tutti i posti a sedere fossero numerati, la capienza fu ridotta a 40 670 posti, in ottemperanza al decreto del Ministero dell'Interno che stabilisce di numerare tutti i posti a sedere per gli impianti sportivi in grado di ospitare oltre trentamila spettatori. In ogni caso, in considerazione dei moderati successi della squadra e delle contenute dimensioni della città, lo stadio Via del mare si segnala per il suo aspetto imponente abbinato ad una discreta prospettiva del campo, soltanto in parte penalizzata dalla presenza della pista di atletica. Lo stadio è disposto su due piani, con la sola tribuna principale provvista di copertura ed il resto degli spalti contornati da effetti cromatici giallorossi che richiamano, oltre ai colori sociali della squadra di casa, anche le tinte, il calore e le sfumature del folklore del Salento. Le poltroncine sono di colore rosso e giallo (i colori sociali della squadra) e compongono sulla tribuna est la scritta "U.S. Lecce".
Dopo la sua quasi totale ristrutturazione, lo stadio di Lecce, insieme allo stadio Friuli di Udine, era l'unico stadio pronto per il campionato mondiale di Italia '90. Ciononostante, l'assegnazione delle partite del mondiale nella regione Puglia andò allo stadio San Nicola di Bari, fatto che causò alcune polemiche. Il 25 settembre 1985 il Via del mare ospitò per la prima volta una partita della nazionale maggiore italiana, l'amichevole Italia-Norvegia (1-2). 

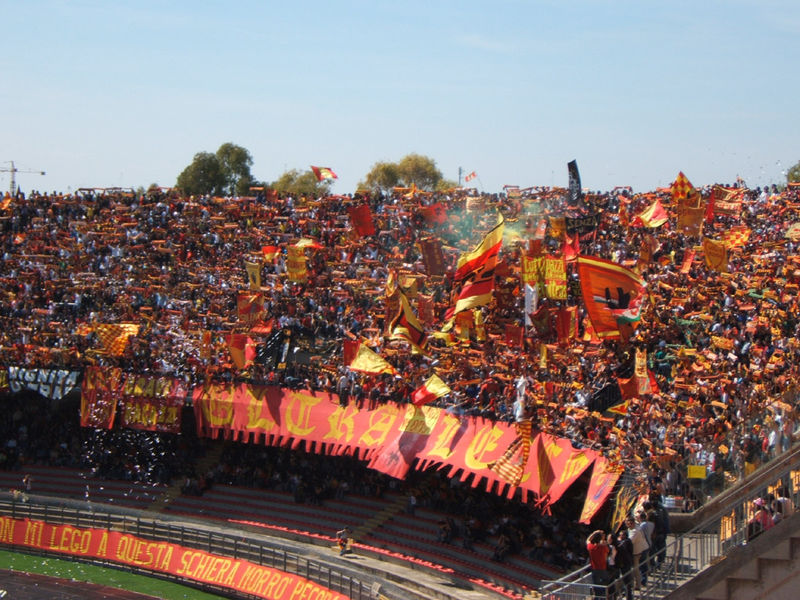
Tifosi del Lecce della Curva Nord, Lecce-Lazio 5-3, 1º maggio 2005

Nel 1987 il Via del mare ospitò, con il tutto esaurito, due partite ufficiali del Milan allenato da Arrigo Sacchi: il 30 settembre contro lo Sporting Gijón per il ritorno dei trentaduesimi di finale di Coppa UEFA (3-0 per i rossoneri) e il 21 ottobre contro l'Espanyol per l'andata dei sedicesimi di finale dello stesso torneo (2-0 per gli spagnoli). Si giocò a Lecce a causa dell'indisponibilità di San Siro, squalificato dalla UEFA dopo i disordini di Milan-Waregem 1-2, ritorno degli ottavi di finale della Coppa UEFA 1985-1986.
Il 1° marzo 1988 lo stadio leccese ospitò il quarto di finale della Coppa delle Coppe 1987-1988 tra il Rovaniemi e l'Olympique Marsiglia. Questa volta la scelta fatta dalla squadra finlandese fu legata all'impossibilità di giocare nel mese di marzo nel freddo clima del circolo polare artico.
Nel febbraio 1993 lo stadio ospitò due partite del trofeo Squibb, competizione amichevole che vide la partecipazione di Lecce, Inter e Giappone. Nel 1994 lo stadio ospitò la messa celebrata da papa Giovanni Paolo II. Nel giugno 1997 lo stadio ospitò alcuni incontri dei XIII Giochi del Mediterraneo, nello specifico tre partite della fase a gironi e la semifinale vinta dall'Italia contro la Spagna. Nella stagione 1997-1998 lo stadio leccese ospitò la finale dei play-off per la promozione in Serie C1, vinta dal Crotone sul Benevento.
Con delibera del consiglio comunale di Lecce, nel gennaio 2002 lo stadio fu intitolato all'ex sindaco della città salentina Ettore Giardiniero, che diede il via libera alla sua ricostruzione. Durante la prima giornata del campionato di Serie B 2007-2008 la sala stampa dello stadio fu intitolata al giornalista leccese Sergio Vantaggiato, morto a Parigi nell'agosto 2007.
Il 1º novembre successivo, dopo un allenamento della squadra giallorossa, il magazziniere del club Antonio De Giorgi fu colpito da un fulmine al collo, che lo uccise all'istante. Al momento dell'incidente erano presenti anche l'allenatore Papadopulo e il direttore sportivo Angelozzi, che ne uscirono illesi. In segno di lutto, la partita con il Cesena fu rinviata. Nel 2008 lo stadio fu dotato di illuminazione aggiuntiva, con lampioni posti in cima agli spalti non coperti. Il primo utilizzo di questa illuminazione risale alla partita Italia-Montenegro (2-1) del 15 ottobre 2008.

### Anni duemiladieci
Nel campionato di Serie B 2009-2010 lo stadio leccese ospitò le partite interne dell'allora esordiente Gallipoli. In quella stagione il Via del mare fu, dunque, sede di due derby, il 24 ottobre 2009 (Gallipoli-Lecce 0-3) di fronte a 7 584 spettatori e il 27 marzo 2010 (Lecce-Gallipoli 1-0) di fronte a 9 244 spettatori. Terminato il campionato, dopo la retrocessione, il fallimento e la conseguente iscrizione in Promozione Pugliese, la squadra gallipolina tornò a disputare le partite casalinghe allo stadio Antonio Bianco della città ionica.
Dal 14 al 17 luglio 2011 lo stadio fu sede dell'edizione 2011 del festival musicale Italia Wave, che vide salire sul palco, tra gli altri, artisti di fama internazionale come Lou Reed, Paolo Nutini e i Kaiser Chiefs.

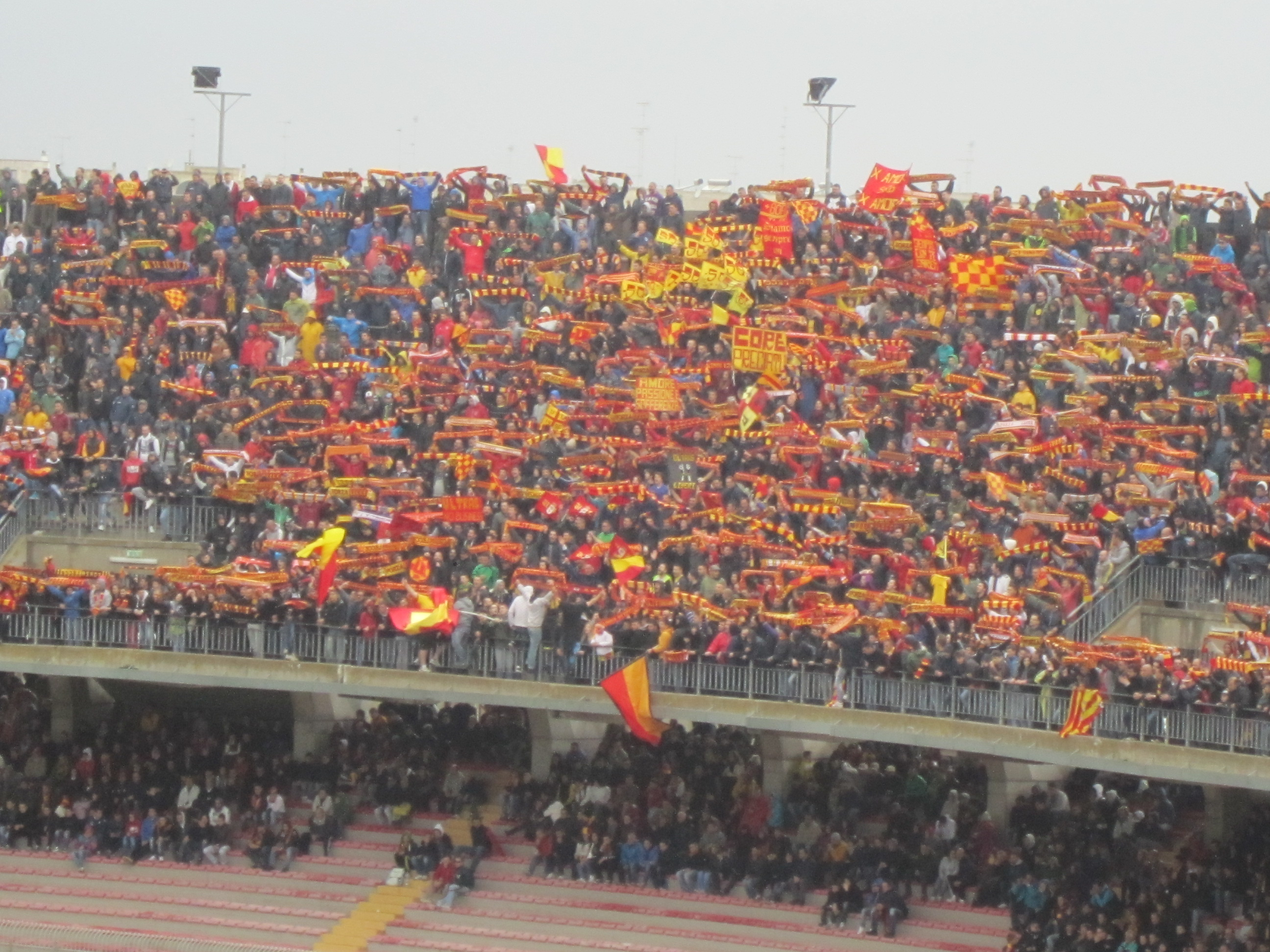
La curva nord del Via del mare durante Lecce- (4-2) del 7 aprile 2012.

A causa dell'aumento del numero di casi di violenze negli stadi, per motivi di sicurezza una parte della Curva Sud (quella che confina con il settore ospiti) fu chiusa e il numero dei posti omologati ridotto a 36 827. Con la caduta del Lecce in Lega Pro, il 31 gennaio 2013 la Curva Sud fu chiusa per motivi economici e la capienza scese a 14 287 posti.

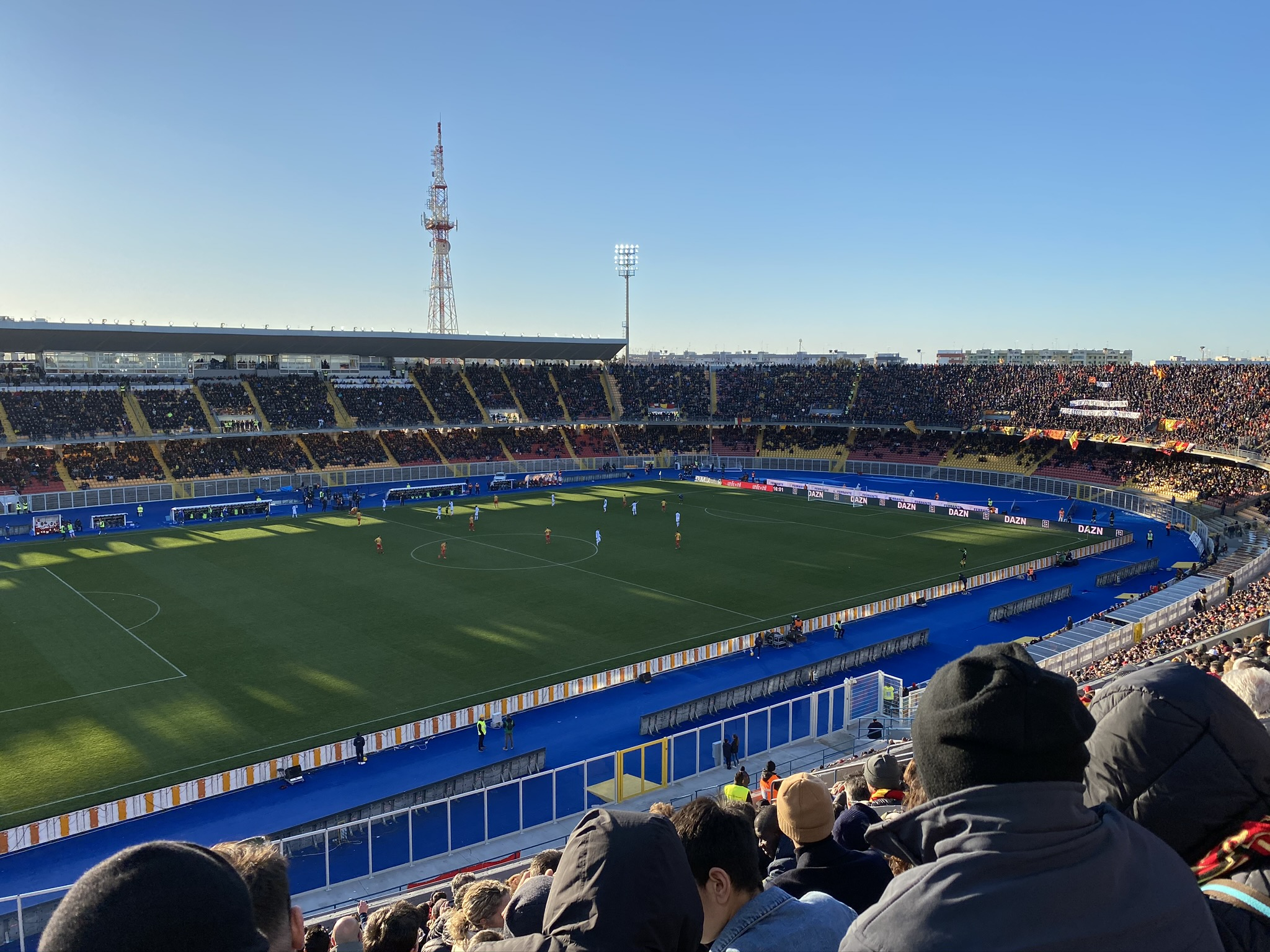
Il Via del mare nel febbraio 2020, durante la partita del campionato di Serie A Lecce- (2-1).

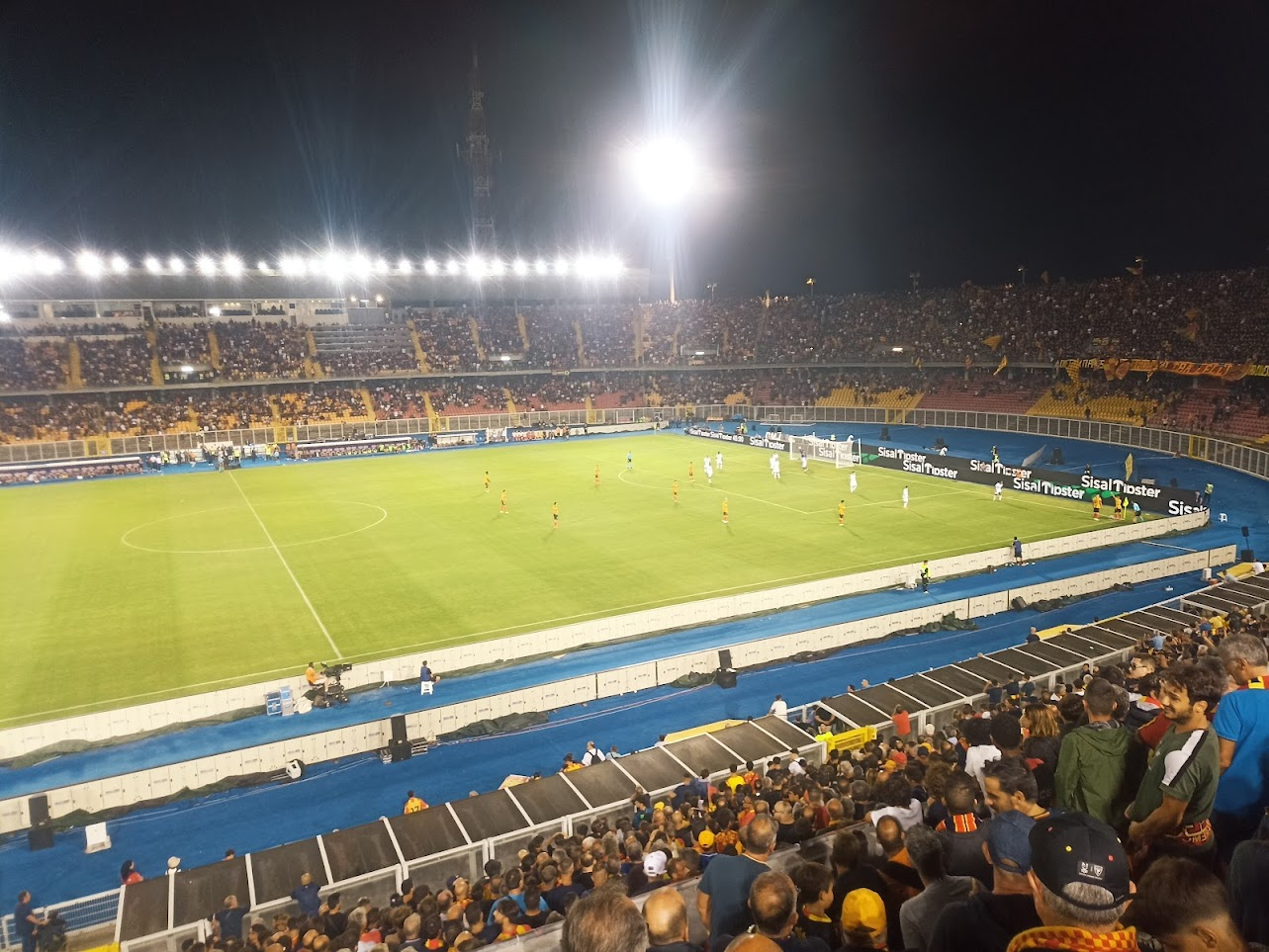
Veduta notturna del Via del mare durante Lecce- (2-0) del 3 settembre 2023.

Il 26 luglio 2014 l'impianto ospitò un concerto del gruppo salentino dei Negramaro. Durante l'esibizione della band il terreno di gioco fu danneggiato: furono lasciati dei solchi sulla linea di gioco e l'area di rigore di fronte alla Curva Sud subì seri danni. Visto l'incombente impegno in Coppa Italia contro il Foligno, l'amministrazione comunale del capoluogo salentino si assunse l'onere di provvedere alla riparazione del campo, ma il Lecce si presentò alla prima partita ufficiale davanti ai propri tifosi su un terreno ai limiti del praticabile. Prima della compilazione dei calendari il club chiese di poter iniziare la stagione in trasferta, per via della problematica situazione del terreno di gioco dello stadio, ancora irrisolta. Perciò i salentini, come richiesto, cominciarono il proprio campionato ad Aprilia in casa della Lupa Roma il 31 agosto 2014. La società, con una nota ufficiale del 23 agosto, rese noto che per effettuare i lavori di ripristino del terreno di gioco del Via del mare non era stata versata alcuna somma di denaro da parte del comune. Il 25 agosto il presidente Savino Tesoro confermò che la prima gara casalinga di campionato contro il Barletta si sarebbe giocata regolarmente al Via del mare.
Con l'arrivo della nuova proprietà guidata dall'avvocato Saverio Sticchi Damiani e dall'imprenditore Enrico Tundo, lo stadio fu ribattezzato, per la campagna abbonamenti 2015-2016, La Tana dei Lupi.
Per la sola sfida casalinga di Lega Pro del 17 febbraio 2016 contro il Foggia la capienza fu portata da 14 287 a 17 983 posti a sedere. Il 1º aprile 2016 la capienza fu ulteriormente aumentata e raggiunse i 19 202 posti in maniera permanente, prima della gara interna contro il Matera.
Il 29 aprile 2016 il Comune di Lecce mise in vendita l'impianto sportivo assieme all'edificio sede del tribunale, valutando il primo 18.900.000 euro.
Nuove polemiche sulla gestione dello stadio sorsero nel luglio del 2018, quando, dopo un altro concerto dei Negramaro nello stadio (13 luglio), il manto erboso fu seriamente danneggiato. Dopo le rassicurazioni dell'amministrazione comunale, i lavori di rizollatura, iniziati negli ultimi giorni di agosto e proseguiti anche in orario notturno, furono ultimati in tempo per l'esordio casalingo del Lecce nel campionato di Serie B 2018-2019 contro la Salernitana, che ebbe luogo il 4 settembre 2018 su un campo in condizioni giudicate accettabili dal direttore di gara.
Il 1º dicembre 2018 è stata inaugurata una targa posta in corrispondenza della porta 11 (appartenente al settore Curva Nord, sede degli ultrà giallorossi) per commemorare i giocatori Michele Lorusso e Ciro Pezzella, che 35 anni prima erano scomparsi tragicamente in un incidente stradale mentre si recavano alla stazione ferroviaria di Bari, dove avrebbero dovuto prendere un treno per raggiungere i compagni a Varese, dove avrebbero dovuto giocare l'incontro di campionato contro il Varese la successiva domenica, il 2 dicembre 1983. Entrambi i giocatori avevano timore dei voli aerei.
Nell'aprile 2019 è stato approvato un aumento della capienza di ulteriori 6 263 posti per il campionato di Serie B in corso: dei 40 670 posti a sedere disponibili ne sono stati omologati 26 096, disponibili da Lecce-Brescia del 28 aprile.
A seguito della ristrutturazione avvenuta nell'estate 2019, in conseguenza della promozione del Lecce in Serie A, la capienza massima autorizzata è stata portata a 31 533 spettatori. Il progetto di restyling ha previsto: il ripristino dei seggiolini, di colore giallo e rosso, nelle due curve e nella Tribuna Est, la riqualificazione della pista di atletica, che è stata ricoperta da un tappeto sintetico azzurro, l'installazione, in luogo dei cancelli di separazione delle tribune dal terreno di gioco, di nuovi pannelli trasparenti, una particolare attenzione al settore riservato ai disabili, un nuovo impianto di illuminazione, la totale ristrutturazione delle panchine, nonché interventi su strutture essenziali come gli impianti sanitari. Il costo degli interventi, che ammonta a circa 4 milioni di euro, è totalmente a carico dell'U.S. Lecce.
L'impianto sarà ulteriormente migliorato con una copertura integrale di tutti i settori, intervento che il club giallorosso effettuerà grazie ai finanziamenti del CONI per effetto dell'assegnazione dei Giochi del Mediterraneo 2026 alla città di Taranto. Lecce, infatti, sarà sede calcistica della manifestazione.

### Anni duemilaventi
Il 7 giugno 2021 è stata siglata, con il comune di Lecce, la concessione d'uso decennale dello stadio all'Unione Sportiva Lecce.
Nel maggio 2023, a seguito del nulla osta della commissione provinciale, sono tornati fruibili 921 posti della tribuna est, poi saliti a 986 il 1º giugno 2023. Per il campionato di Serie A 2023-2024 la capienza dello stadio viene portata a 31 461 posti omologati.. Per il campionato di Serie B 2023-2024 lo stadio ha ospitato in via eccezionale, nell'agosto 2023, la prima partita casalinga del Catanzaro, stante l'indisponibilità dello stadio Nicola Ceravolo.

## Struttura dello stadio
Lo stadio è suddiviso nei seguenti settori:
- Poltronissime
- Tribuna Centrale Superiore
- Tribuna Centrale Inferiore
- Distinti Nord/Ovest
- Distinti Nord/Est
- Distinti Sud/Ovest
- Distinti Sud/Est (Settore Ospiti)
- Tribuna Est
- Curva Nord
- Curva Sud
- Tribuna Stampa
- Zona Parterre Handicap

## Eventi

### Calcio

#### Incontri internazionali tra squadre di club
Il Via del mare ha ospitato più volte amichevoli internazionali.
Amichevoli
| Arbitro: | Antonio Di Tonno (Lecce) |

|              |           |             |
| Trevisan 84’ | Marcatori | 70’ Osianin |

| Arbitro: | Antonio Di Tonno (Lecce) |

|           |           |                                             |
| Mammì 27’ | Marcatori | 24’ 35’ 48’ Pelé 38’ (aut.) Melideo 60’ Edu |

| Arbitro: | Franceschini (Bari) |

|                                 |           |  |
| Bergomi 12’ Sosa 18’ Pančev 52’ | Marcatori |  |

| Lecce 23 febbraio 1993, ore 20:30 CET Trofeo Squibb        | Lecce     | 1 – 1      | Giappone | (1 693 spett.) |
| \| \| \| \| \| D'Onofrio 83’ \| Marcatori \| 41’ Fukuda \| |           |            |          |                |
|                                                            |           |            |          |                |
| D'Onofrio 83’                                              | Marcatori | 41’ Fukuda |          |                |

| Arbitro: | Domenico Celi (Bari) |

|  |           |                          |
|  | Marcatori | 35’ Aduriz 49’ Fernandes |

| Arbitro: | Fabio Natilla (Molfetta) |

|                                            |           |  |
| Turchetta 50’ 90+2’ Monaco 56’ Pacilli 86’ | Marcatori |  |

| Arbitro: | Marco Di Bello (Brindisi) |

|            |           |  |
| Icardi 30’ | Marcatori |  |

| Arbitro: | Marco Di Bello (Brindisi) |

|              |           |  |
| Martínez 51’ | Marcatori |  |

Ufficiali
| Arbitro: | Riccardo Lattanzi |

|                                              |           |  |
| Deere 66’ (aut.) Montenegro 101’, 113’, 115’ | Marcatori |  |

| Arbitro: | Watson |

|  |           |           |
|  | Marcatori | 81’ Kelly |

#### Incontri della nazionale italiana
Lo stadio Via del mare è stato sede di quattro incontri della nazionale di calcio dell'Italia: la gara di qualificazione al campionato del mondo 2006 del 12 ottobre 2005 contro la Moldavia e terminata con il punteggio di 2-1 in favore degli azzurri, la gara di qualificazione al campionato del mondo 2010 del 15 ottobre 2008 contro Montenegro e terminata anche in questo caso con il punteggio di 2-1 in favore dei padroni di casa, oltre a due precedenti amichevoli giocate contro la Norvegia (1-2 per gli ospiti, disputata il 25 settembre 1985) e il Belgio (1-3 per gli ospiti, svolta il 13 novembre 1999).

### Rugby

#### Sei Nazioni femminile
Il 9 febbraio 2019 il Via del mare ha ospitato per la prima volta una partita del torneo di rugby del Sei Nazioni femminile 2019: la nazionale italiana di rugby femminile ha affrontato la nazionale gallese di rugby femminile. La partita è terminata con un pareggio per 3-3, derivante da due calci piazzati.
| Arbitro: | A. Barrett-Theron |

|             |      |             |
| 61’ Sillari | c.p. | 31’ Wilkins |